# Dornier Do X
De Dornier Do X was een Duits watervliegtuig en op het ogenblik van zijn productie het grootste vliegtuig ter wereld.

## Geschiedenis
Met de constructie van dit toestel werd begonnen in 1924. De vliegboot maakte zijn eerste vlucht op 13 juli 1929 vanaf het Bodenmeer en viel direct op door zijn uitzonderlijke constructie.
De romp was in drie dekken onderverdeeld, het bovenste dek als piloot/navigatieruimte, het middelste voor passagiers en vracht en het onderste dek bood ruimte voor de brandstoftanks. In zes grote gondels op de enorme vleugel waren twaalf motoren paarsgewijs geplaatst. Initieel waren dat Siemens-motoren van elk 525 pk en later Curtiss-Wright-twaalfcilindermotoren van 610 pk, om de Atlantische Oceaan te kunnen overbruggen. Elke gondel had zo twee motoren met een trek- en duwschroefconfiguratie. De machine kon in totaal 170 personen vervoeren.
Drie toestellen werden door Dornier gebouwd waarvan er twee aan Italië werden geleverd. Overal waar een dergelijk toestel opsteeg of landde, verzamelden zich grote mensenmassa's. De eerste landing in de haven van New York in 1931 was voor de stad het evenement van het jaar.
Een Dornier Do X maakte een wereldreis waarvoor men drie jaar nodig had. Op 5 november 1930 startte de Do X voor een lange-afstandsvlucht van Europa over Afrika naar Zuid- en Noord-Amerika. Van daaruit vloog het in mei 1932 naar Berlijn terug en legde daarbij een afstand af van 45.000 kilometer af.
Velen beschouwden het toestel als te groot voor de motoren die op dat ogenblik ter beschikking waren. De Do X was bepaald geen commercieel succes en werd verdrongen door (passagiers)vliegtuigen die van de grond opstegen.
Een toestel werd op het einde van de Tweede Wereldoorlog in een museum in Berlijn door Amerikaanse bommen vernield.

## Overige kenmerken
Bron:
- Bemanning: 10-14
- 12 Siemens Jupiter-motoren van elk 525 pk (391 kW) in push-pullconfiguratie of
- 12 Curtiss GV-1570 twaafcilinder watergekoelde zuigermotoren van elk 610 pk (455 kW)
- Propeller met vier bladen
- Maximumsnelheid: 210-230 km/u (op 1000 m hoogte, afhankelijk van motortype)
- Maximum hoogte: 3200 m

## Beelden

Tekeningen aanzicht vliegtuig
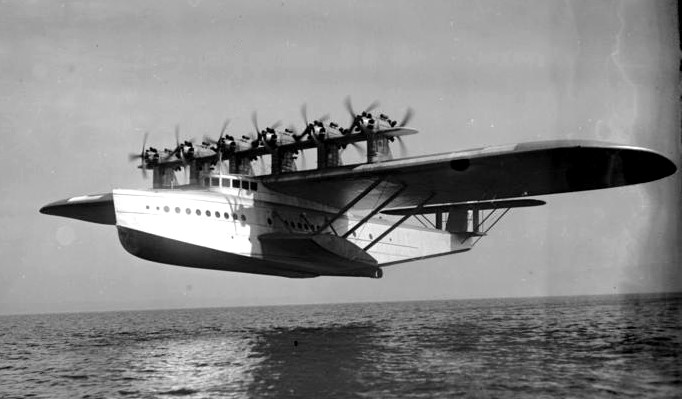
Do X, januari 1932
- DO X aankomst in Amsterdam 1930 Polygoonjournaal
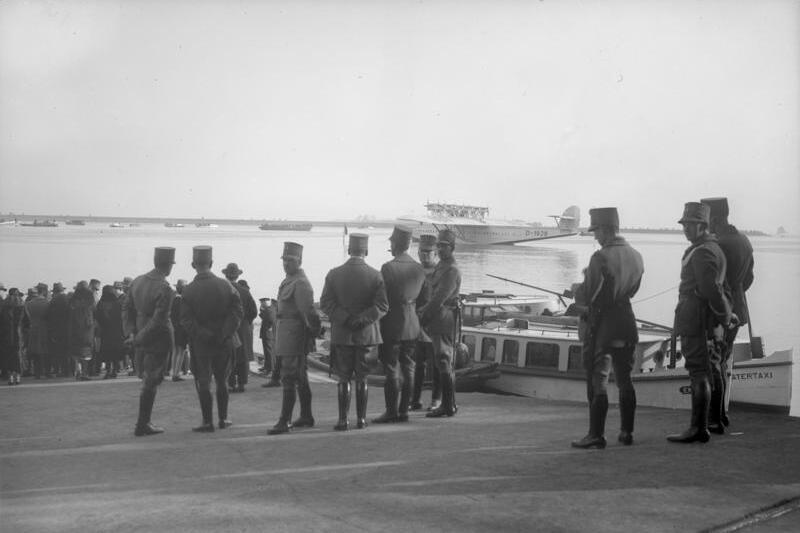
Do X in Amsterdam, op de voorgrond Nederlandse marine-officieren, november 1930
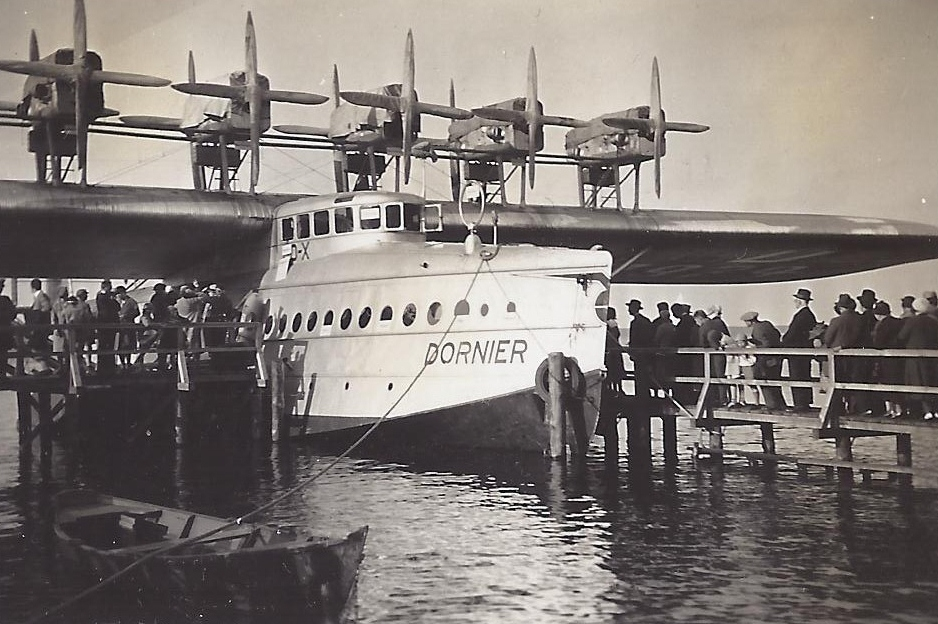
Do X op het meer Müggelsee (Berlijn - Duitsland) mei 1932
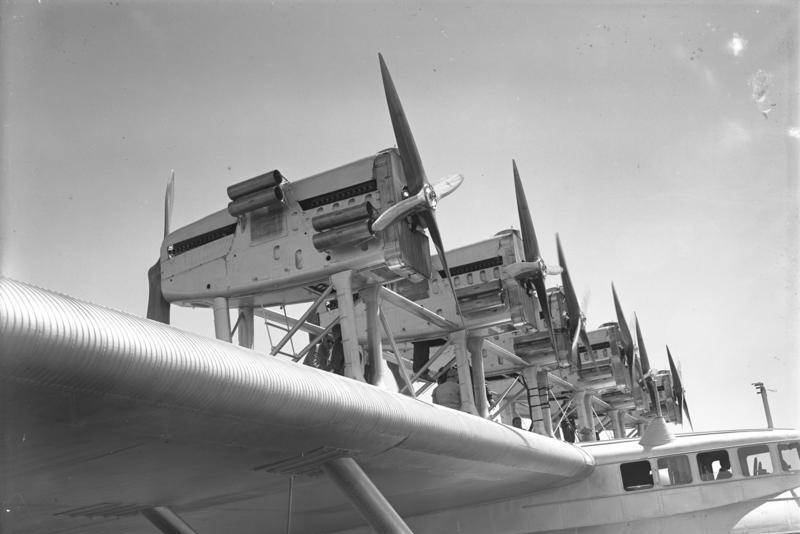
De motoren op de vleugel
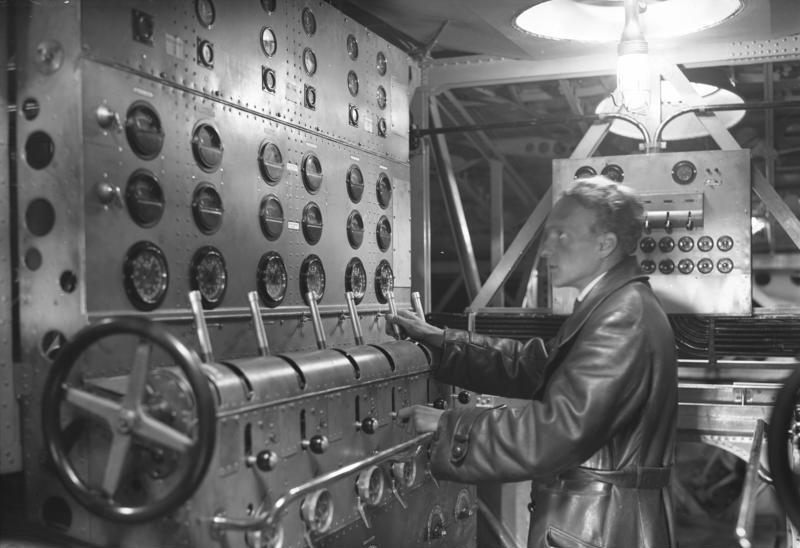
Bedieningsruimte voor de motoren (1930)
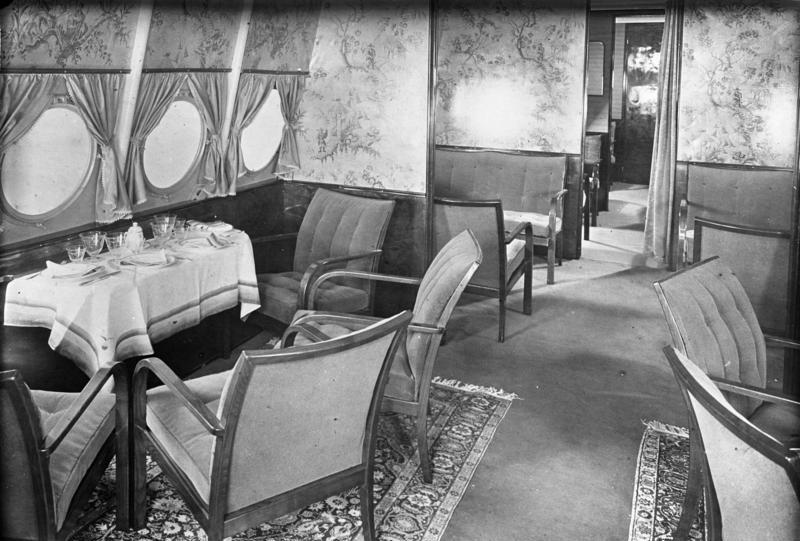
De eetzaal